# Чейз, Мэри Элен
Мэри Эллен Чейз (англ. Mary Ellen Chase, 1887—1973) — американская писательница, педагог и ученый, её романы во многом касаются морского побережья Мэна и его жителей.

## Биография
Родилась в 1887 году. Её родители были протестантами, она была одной из восьми детей, которые получили библейское и академическое образование. В 1909 году окончила университет штата Мэн, а в 1922 году получила степень доктора философии в Миннесотском университете. С 1922 по 1926 годы работала там ассистенткой профессора. С 1926 года и до выхода на пенсию в 1955 году она преподавала в колледже Смит в Нортгемптоне (штат Массачусетс).
В 1956 году получила признание женской национальной книжной ассоциации, была награждена премией Constance Peter Skinner.

## Книги Мэри Эллен Чейз
Чейз написала более 30 книг, среди которых:
- His Birthday (1915)
- Studies of Thomas Hardy (1927)
- The Writing of Informal Essays (1928)
- A Goodly Heritage (1932)
- Mary Peters (1934)
- Silas Crockett (1935)
- This England (1936)
- A Goodly Fellowship (1939)
- «Открытый всем ветрам» (англ. Windswept) (1941) — в десятке бестселлеров США в 1941 (10-е место) и 1942 (6-е место) по версии Publishers Weekly
- The Book of Ruth: from the translation prepared at Cambridge in 1611 for King James (1947)
- Jonathan Fisher, Maine Parson 1768—1847 (1948)
- The White Gate (1954)
- The Edge of Darkness (1957)
- Donald McKay and the Clipper Ships (1959)
- The Lovely Ambition (1960)
- The Prophets for the Common Reader (1963)
- Abby Aldrich Rockefeller (1966)
- Life and Language in The Old Testament (1955)
- Recipe for a Magic Childhood (1952)